# 三氯化镎
三氯化镎或氯化镎(III)，是一种无机化合物，化学式NpCl3，有强放射性。

## 制备
三氯化镎可由氢气或氨气在350~400℃还原四氯化镎得到：
{\displaystyle {\mathsf {2\ NpCl_{4}\ +\ H_{2}\ \longrightarrow \ 2\ NpCl_{3}\ +\ 2\ HCl}}}

## 化学性质
三氯化镎在450℃可以水解，产生NpOCl。